# Pisang Pala
Pisang Pala is een bestuurslaag in het regentschap Deli Serdang van de provincie Noord-Sumatra, Indonesië. Pisang Pala telt 1890 inwoners (volkstelling 2010).